# Geron
Geron is een vliegengeslacht uit de familie van de wolzwevers (Bombyliidae). De wetenschappelijke naam van het geslacht werd voor het eerst geldig gepubliceerd in 1820 door Meigen.

## Soorten
- G. aequalis Painter, 1932
- G. albarius Painter, 1932
- G. albidipennis Loew, 1869
- G. arenicola Painter, 1932
- G. argutus Painter, 1932
- G. aridus Painter, 1932
- G. calvus Loew, 1863
- G. digitarius Cresson, 1919
- G. gibbosus (Olivier, 1789)
- G. grandis Painter, 1932
- G. halteralis Wiedemann in Meigen, 1820
- G. hesperidum Frey, 1936
- G. holosericeus Walker, 1849
- G. hybus Coquillett, 1894
- G. johnsoni Painter, 1932
- G. krymensis Paramonov, 1929
- G. litoralis Painter, 1932
- G. macquarti Greathead, 1999
- G. meigeni Greathead, 2001
- G. mystacinus Bezzi, 1924
- G. nigripes Painter, 1932
- G. niveus Cresson, 1919
- G. nudus Painter, 1932
- G. olivieri Macquart, 1840
- G. parvidus Painter, 1932
- G. robustus Cresson, 1919
- G. smirnovi Zaitzev, 1978
- G. snowi Painter, 1932
- G. subauratus Loew, 1863
- G. trochilus Coquillett, 1894
- G. vitripennis Loew, 1869
- G. winburni Painter, 1932